# Biała Synagoga w Sejnach
Biała Synagoga w Sejnach – synagoga znajdująca się w Sejnach, przy ulicy Józefa Piłsudskiego 41.
Pierwsza drewniana synagoga kryta gontami została zbudowana w latach 80. XVIII wieku. Do jej powstania przyczynił się przełożony zakonu Dominikanów ks. Bortkiewicz wydając zezwolenie na wzniesienie budynku.
Obecna synagoga została wybudowana drugiej połowie XIX w. z inicjatywy sejneńskiego rabina Mojżesza Becalela Lurii. Następcą Lurii był filozof religijny Mojżesz Icchak Awigdor, założyciel szkoły talmudycznej. Podczas II wojny światowej hitlerowcy zdewastowali synagogę. Po zakończeniu wojny budynek częściowo przebudowano na remizę strażacką, potem użytkowano ją jako magazyn nawozów sztucznych i zajezdnia taboru gospodarki komunalnej. W tym okresie nastąpiła największa dewastacja budynku. Remont budynku rozpoczął się w roku 1978 i trwał do 1987. W 1988 roku budynek poddano pracom konserwatorskim i urządzono w nim Gminny Ośrodek Kultury. Obecnie jest użytkowany przez Ośrodek „Pogranicze – sztuk, kultur, narodów” jako miejsce spektakli, wystaw i koncertów.
Murowany i orientowany na stronę wschodnią budynek synagogi wzniesiono na planie prostokąta o wymiarach 19 na 25,8 metra, w stylu zawierającym elementy neoklasycyzmu i neogotyku. Wnętrze jest trójnawowe, przykryte drewnianym sklepieniem kolebkowym nad nawą główną, półkolebkowym nad nawami bocznymi, wspartym na czterech bogato profilowanych filarach, pomiędzy którymi dawniej stała bima. Na ścianie wschodniej zachowała się wnęka po aron ha-kodesz. Nie zachowały się polichromie, babiniec oraz bima.

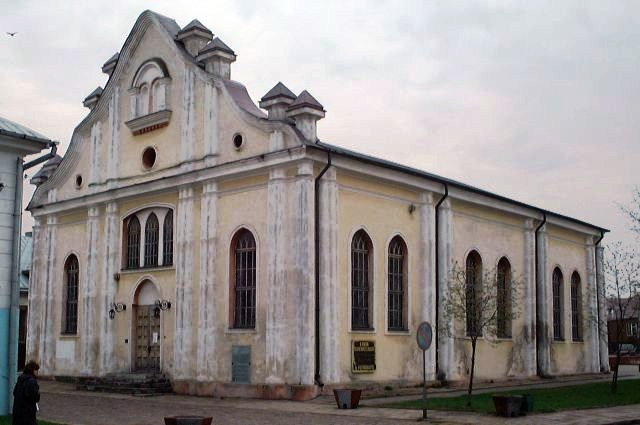
Narożnik południowo-zachodni
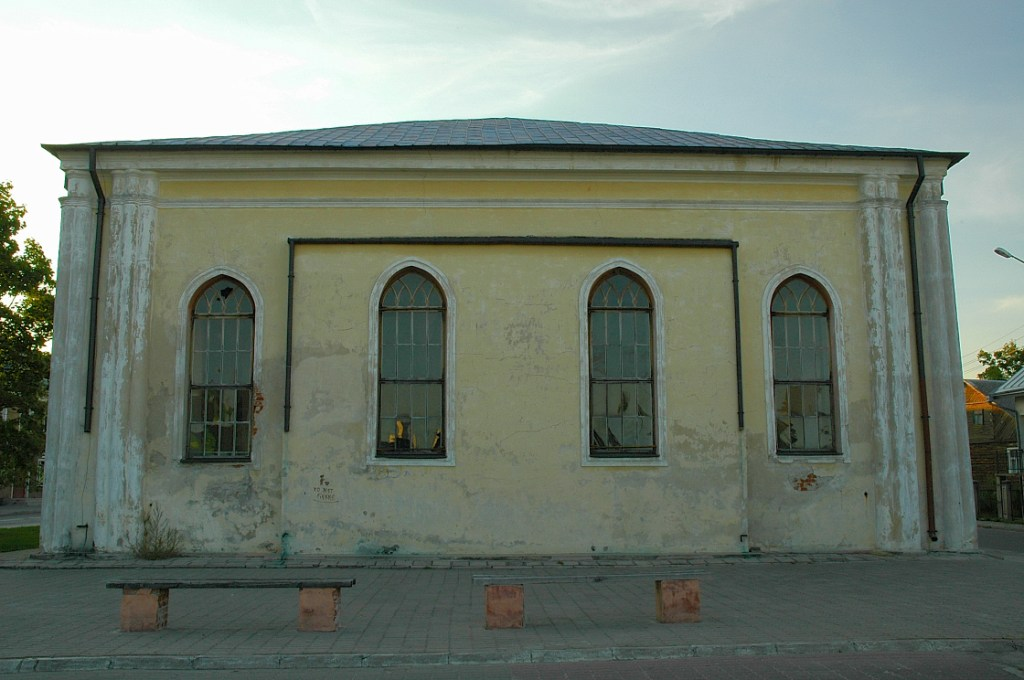
Ściana wschodnia
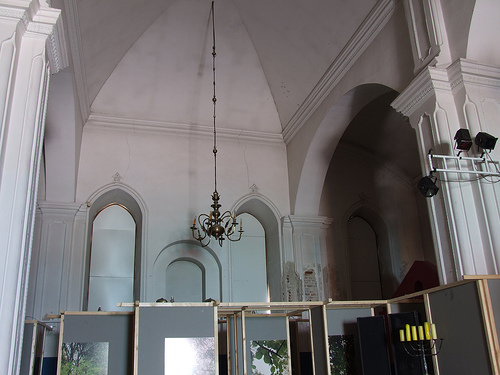
Detal wnętrza
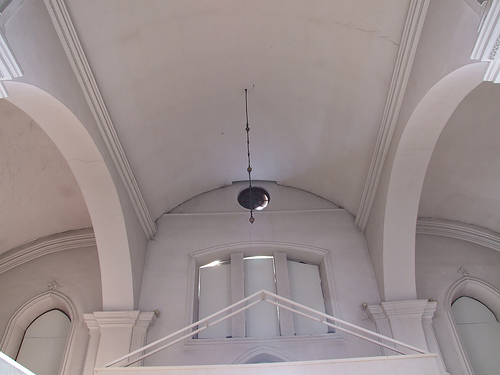
Sklepienie